# Asklepijeva sirištara
Asklepijeva sirištara (Šumska sirištara, šumski srčanik; lat. Gentiana asclepiadea) je biljka iz roda Gentiana i porodice Gentianceae ili sirištarki. Raste u Srednjoj i istočnoj Europi, većinom po šumama, ali je ima i na proplancima te uz rubove šume. Preferira vapnenasta tla.
Naraste do 100 cm visine. Cvjetovi su karakteristične plave boje, ujutro se otvaraju a pred noć zatvaraju. Cvate krajem ljeta odnosno početkom jeseni.

## Raširenost
Ima je u Samoborskom gorju, na Medvednici, u Gorskom kotaru, te na Velebitu.

## Ljekovitost
Kao i drugi pripadnici roda sadrži gorke glikozide, nekada je korištena kod ugriza bijesnog psa, te u veterinarskoj medicini kod bolesti papaka. Koristi je se i za bolesti jetre, kod malarije, prehlade, groznice,itd.

## Vanjske poveznice
- Wild Croatia  Arhivirana inačica izvorne stranice od 4. ožujka 2016. (Wayback Machine)